# Laffrey
Laffrey este o comună în departamentul Isère din sud-estul Franței. În 2009 avea o populație de 370 de locuitori.

## Evoluția populației
| An        | 1975 | 1982 | 1990 | 1999 | 2006 | 2009 |
| --------- | ---- | ---- | ---- | ---- | ---- | ---- |
| Populație | 198  | 211  | 249  | 311  | 360  | 370  |